# Podosilis kinabaluensis
Podosilis kinabaluensis es una especie de coleóptero de la familia Cantharidae.

## Distribución geográfica
Habita en Borneo.